# Dzwonienie (automatyka)
Dzwonienie (ang. hunting, ringing) – w teorii sterowania, elektronice, przetwarzaniu sygnałów i wideo, dzwonieniem nazywa się niepożądane oscylacje sygnału, szczególnie te, które pojawiają się w odpowiedzi skokowej (odpowiedzi na gwałtowną zmianę sygnału wejściowego).
Dzwonienie występuje na przykład w przypadku, gdy zbyt duży lub opóźniony sygnał sterujący powoduje, że układ nadmiernie koryguje się w jednym kierunku, a następnie nadmiernie koryguje się w kierunku przeciwnym.
Gdy wartości własne układu dyskretnego położone na ujemnej części osi rzeczywistej płaszczyzny Z nie mają odpowiednika na osi rzeczywistej płaszczyzny S, to takie położenie wartości własnych układu dyskretnego prowadzi do przebiegu oscylacyjnego o zmiennym znaku sygnału wyjściowego.
Przy kompensacji układów dyskretnych dzwonieniem nazywa się niepożądane zjawisko słabo tłumionych i dużych oscylacji wielkości sterującej. Nazwa ta przyjęła się ze względu na towarzyszące często temu zjawisku charakterystyczne stukanie zaworu regulacyjnego uderzającego o ograniczniki przesunięcia. Zjawisku temu nie towarzyszą oscylacje wielkości regulowanej, a więc nie jest ono spowodowane słabym tłumieniem przebiegów przejściowych (zbyt małym zapasem stabilności). Zjawisko dzwonienia jest wywołane obecnością stabilnych pierwiastków wielomianu
{\displaystyle z^{n}B(z^{-1})}
dyskretnej transmitancji obiektu
{\displaystyle K_{0}(z^{-1})=z^{-k}{\frac {B(z^{-1})}{A(z^{-1})}}}
(gdzie {\displaystyle k} jest dyskretnym czasem opóźnienia a {\displaystyle z^{-1}} jest operatorem opóźnienia o jeden okres próbkowania, tzn. {\displaystyle z^{-n}y(i)=y(i-n)}) znajdujących się w lewym półokręgu jednostkowym na płaszczyźnie zmiennej zespolonej Z. Dzwonienie jest tym silniejsze, im bliżej okręgu jednostkowego te pierwiastki znajdują się. Szczególnie intensywne dzwonienie występuje, gdy biegunowi w lewym półokręgu jednostkowym towarzyszy położone naprzeciwko zero w prawym półokręgu jednostkowym.